# Агрестий (схизматик)
Агрестий (Агрестин; лат. Agrestius, фр. Agrestin; убит в 628) — монах в Люксёйском аббатстве, схизматик.

## Биография
Основной исторический источник о Агрестии — «Житие Колумбана» Ионы из Боббио.
Согласно этому источнику, Агрестий был выходцем из знатной семьи, владения которой находились вблизи Женевы. В правление короля Бургундии и Австразии Теодориха II он служил придворным нотарием (секретарём). Под влиянием святого Колумбана Агрестий после смерти монарха оставил государственную службу, удалился в Люксёйский монастырь и принял здесь постриг от аббата Евстахия.
Вопреки воле настоятеля, считавшего Агрестия недостаточно подготовленным для миссионерской деятельности, он оставил обитель и направился к баварам, намереваясь обратить их в христианство. Это произошло в правление герцога Гарибальда II. Однако бавары в то время ещё были ярыми приверженцами языческих верований, и вскоре Агрестий был вынужден уехать, так ничего и не сумев сделать для их христианизации.
Покинув Баварию, Агрестий отправился в Италию, где в то время шла бурная полемика между сторонниками и противниками постулата о Трёх главах. Аквилея, куда он прибыл, была одним из центров этой схизмы. Попав под влияние её лидеров, Агрестий сам стал ярым проповедником их учения, за что был отлучён от церкви. Через Аурея, нотария лангобардского короля Аделоальда, Агрестий направил письмо аббату Боббио Аттале, в котором обвинил того в незнании церковных канонов.
Из Аквилей Агрестий возвратился обратно в Люксёй и стал здесь проповедовать среди монастырской братии свои воззрения на доктрину о Трёх главах. В ответ на подобные еретические высказывания аббат Евстахий отказал ему в причастии. Оскорблённый Агрестий воспылал ненавистью к своему настоятелю. Он обвинил Евстахия в том, что подобно Колумбану тот придерживался монастырских уставов, не принятых в галльских аббатствах. Агрестий потребовал смягчить в Люксёйском монастыре правила общежития монахов, и в этом нашёл широкую поддержку среди братии. Он также заручился покровительством и некоторых влиятельных в Бургундии лиц: своего родственника, епископа Женевы Абелена, и майордома Варнахара II, ненавистника аббата Евстахия.
Раскол среди братии Люксёя стал известен даже при дворе короля Хлотаря II. Это позволило Варнахару II добиться от монарха согласия на проведение в 626 или 627 году в Маконе церковного собора, на котором Агрестий должен был представить свои обвинения против аббата Евстахия. Однако незадолго до начала синода майордом неожиданно скончался, и Агрестий лишился поддержки этого влиятельного сановника. В результате участники собора, возглавляемые епископом Лиона Тетриком, несмотря на возражения Абелена, осудили схизму в Люксёйском аббатстве. Они постановили, что предводитель раскольников должен следовать уставам, введённым в монастыре святым Колумбаном, и во всём подчиняться Евстахию. Однако решением собора также и настоятелю Люксёя было приказано отказаться от некоторых обычаев, заимствованных Колумбаном из обрядов ирландской церкви (в том числе, от особого вида тонзуры).
После Маконского собора Агреций отказался возвращаться в свою обитель. Более того, он стал проповедовать свои идеи не только среди лиц духовного звания, но и среди окрестных жителей, сея среди последних смуту и недовольство. Однако уже в 628 году Агрестий был убит. По свидетельству «Жития святого Колумбана», при посещении соседнего с Люксёем селения Агрестий, якобы, соблазнил одну из местных жительниц, но застигнутый её мужем на месте прелюбодеяния, был зарублен тем топором.
Со смертью Агрестия раскол среди братии Люксёйского аббатства начал утихать, и вскоре совсем прекратился.